# Mystrocneme varipes
Mystrocneme varipes är en fjärilsart som beskrevs av Walker 1854. Mystrocneme varipes ingår i släktet Mystrocneme och familjen björnspinnare. Inga underarter finns listade i Catalogue of Life.